# 土瓜灣市政大廈暨政府合署

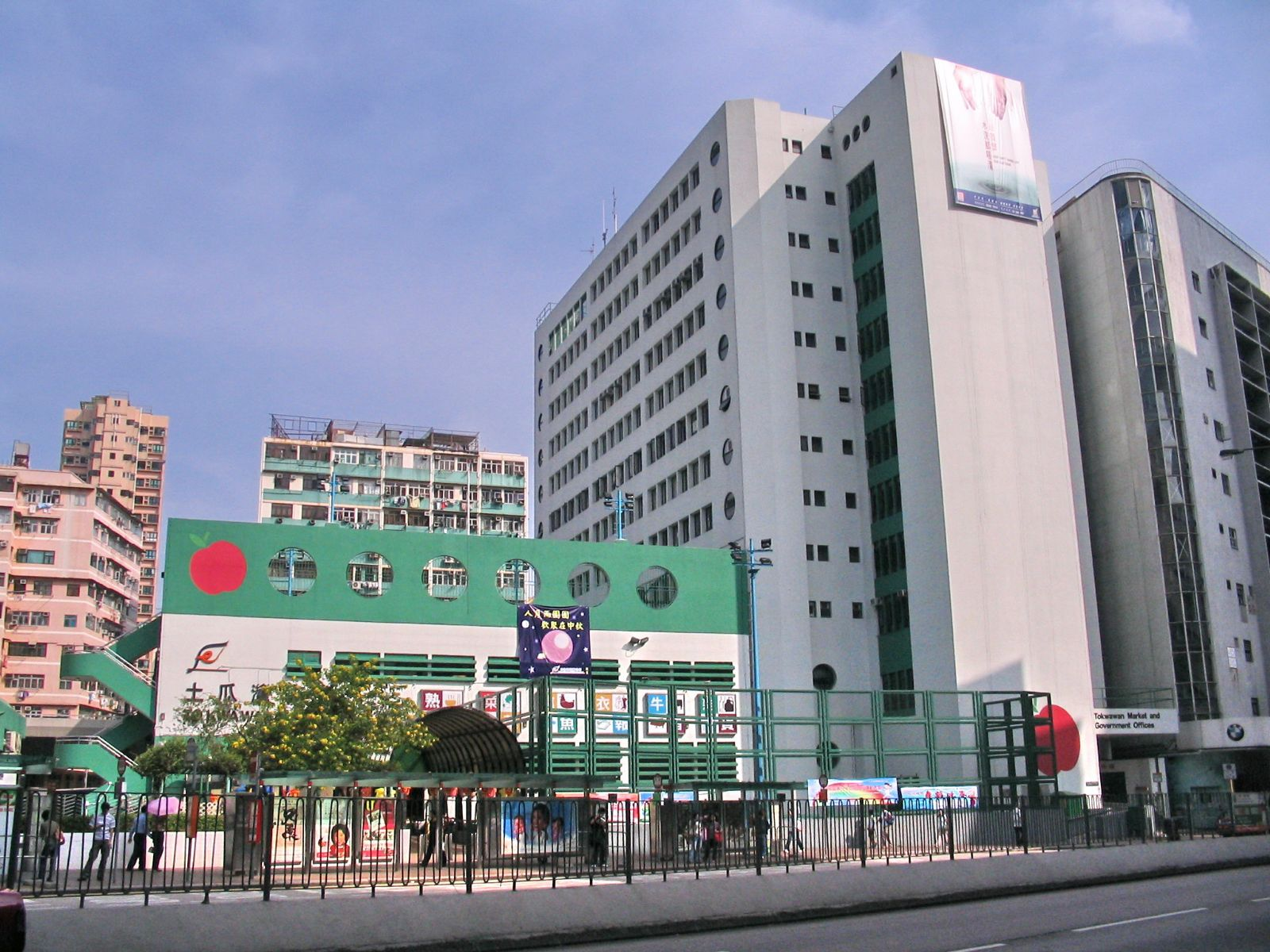
土瓜灣市政大廈暨政府合署因外牆的2個紅色蘋果圖案䁥稱紅蘋果，並成為當區知名地標。

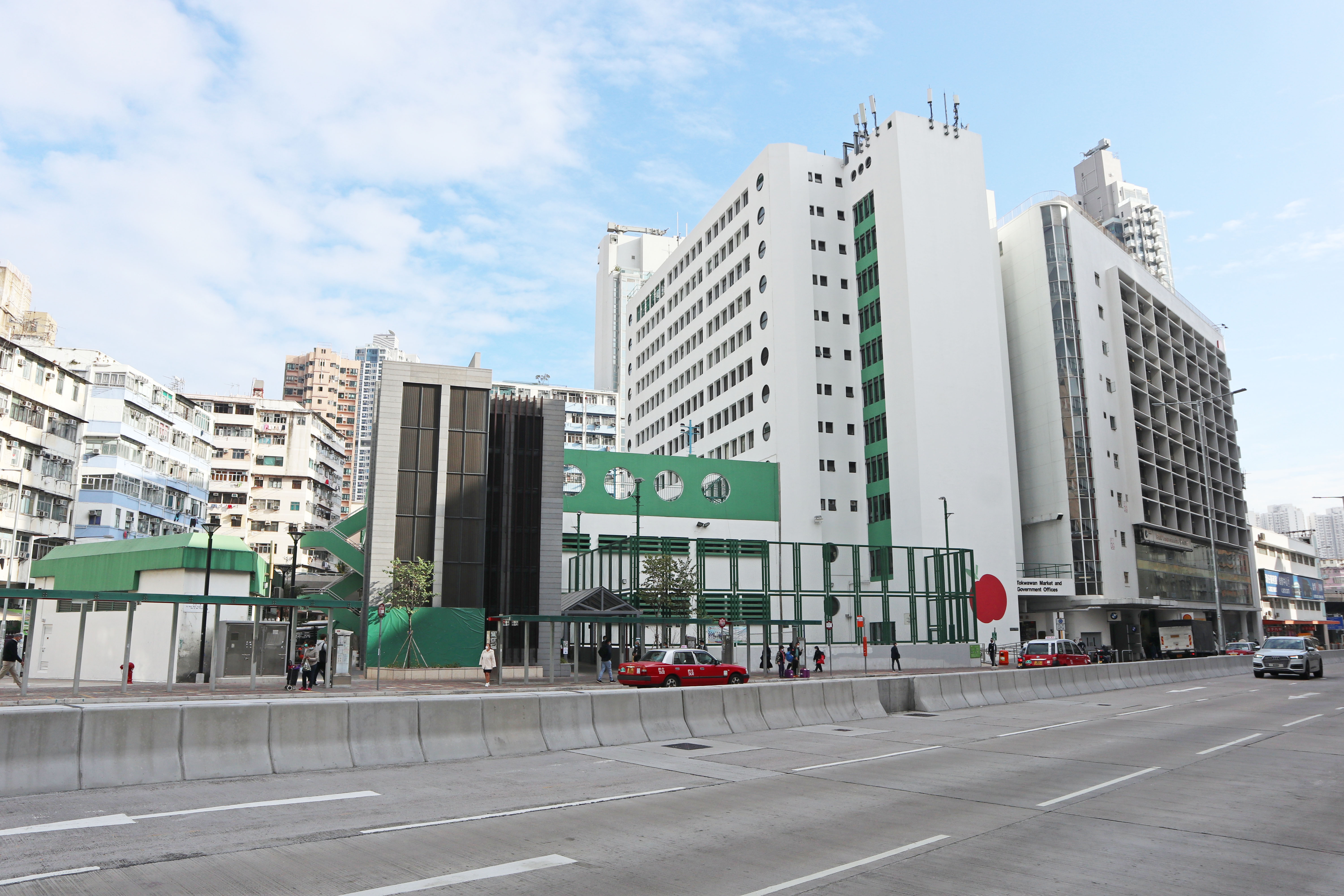
目前土瓜灣市政大廈暨政府合署外牆其中一個蘋果圖案已被屯馬綫土瓜灣站通風樓遮擋。

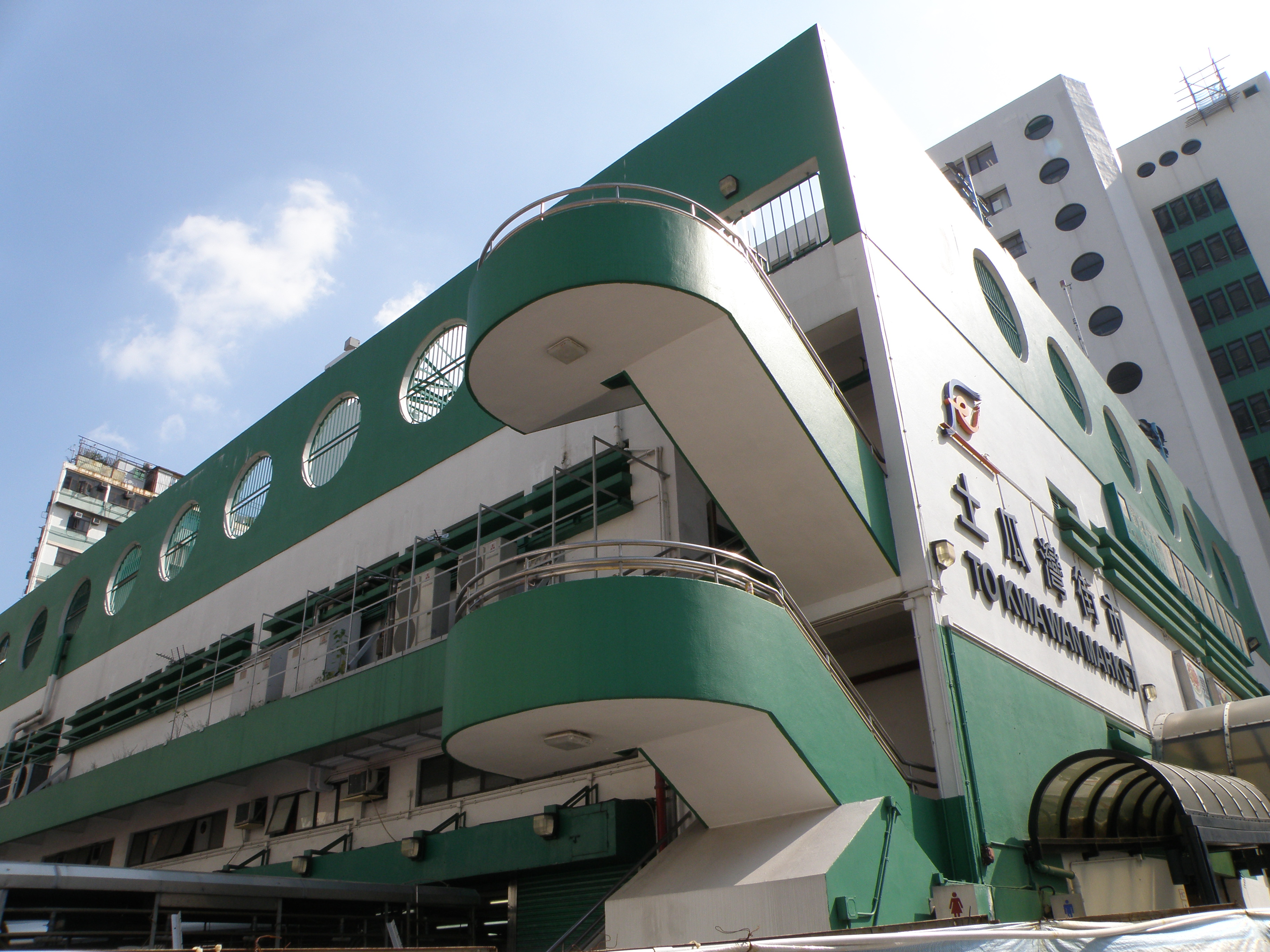
土瓜灣街市落山道入口

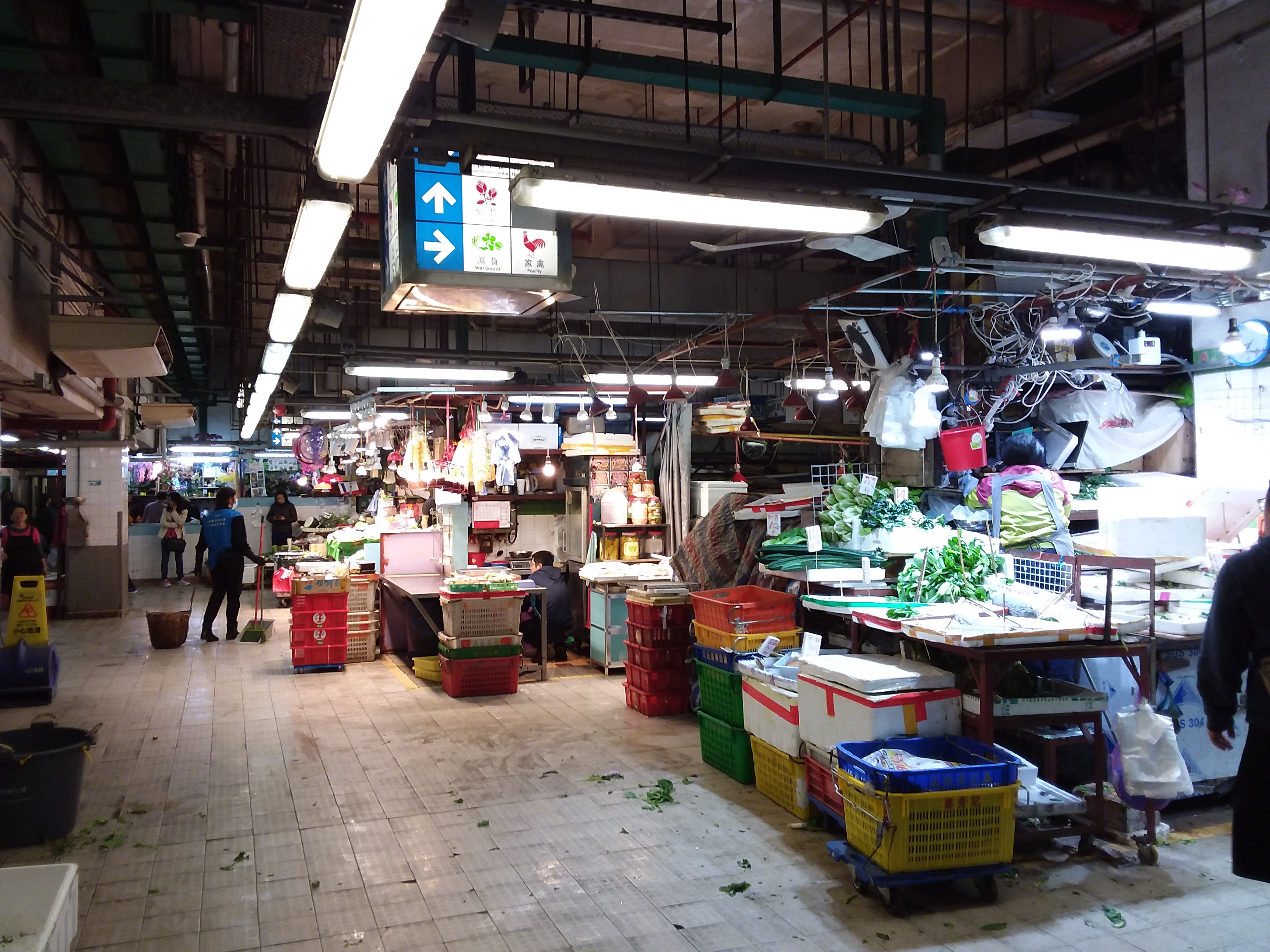
土瓜灣街市

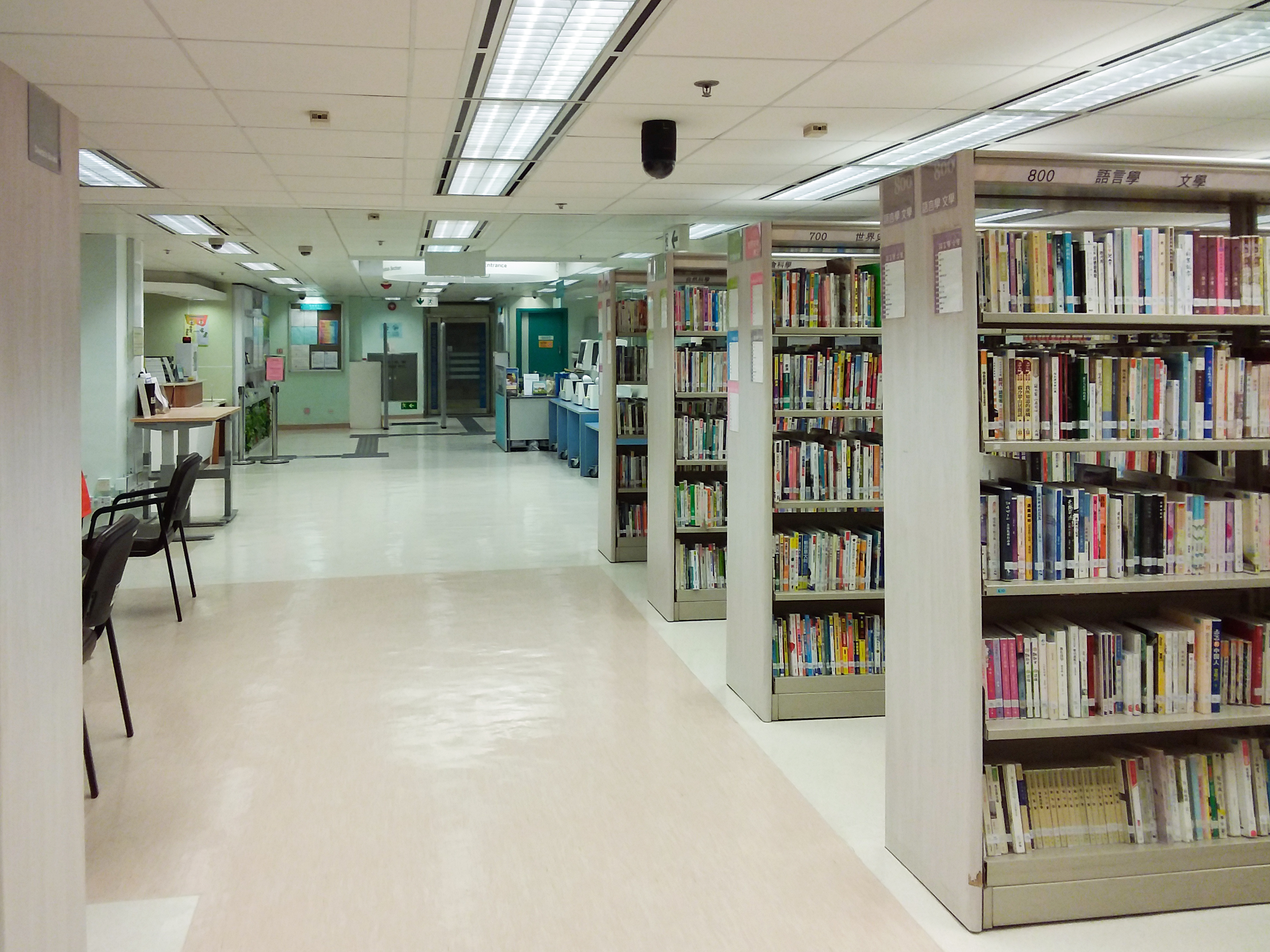
土瓜灣公共圖書館

土瓜灣市政大廈暨政府合署（英語：Tokwawan Market and Government Offices）是香港一幢集市政大廈與政府合署於一身的建築物，在1984年7月20日落成啟用，位於香港九龍九龍城區土瓜灣馬頭圍道165號。
由於土瓜灣街市外牆及市政大廈位於馬頭圍道入口有斗大紅色蘋果圖案，因此䁥稱紅蘋果街市或簡稱紅蘋果。

## 概述
市政大樓內包括土瓜灣公共圖書館、土瓜灣街市、遊樂場等設施；而政府合署內則包括社會福利署的九龍城家庭服務中心及土瓜灣社會保障辦事處、勞工處屬下的馬頭圍辦事處、東九龍勞資關係組辦事處、食物環境衞生署九龍城區環境衛生辦事處、康樂及文化事務署九龍城區康樂事務辦事處等政府部門，及醫院管理局順德聯誼總會梁銶琚診所。

## 土瓜灣街市熟食中心
- 地址：土瓜灣政府合署地下
- 網路：免費Wi-Fi覆蓋
- 服務時間：
  - 星期一至星期日：06:00-02:00

## 土瓜灣公共圖書館
- 地址：土瓜灣政府合署5至6樓
- 網路：免費Wi-Fi覆蓋
- 閱覽及借還書服務時間：
  - 星期一至三、五至六：09:00-20:00
  - 星期四：12:00-20:00
  - 星期日及公眾假期：09:00-17:00
  - 所有香港公共圖書館在下列公眾假期均全日休息：元旦日、農曆年初一至年初三、耶穌受難日、聖誕節及聖誕節翌日
- 學生自修室服務時間（1月至2月，6月至12月）：
  - 星期一至三、五：09:00-22:00
  - 星期四：08:00-22:00
  - 星期六：09:00-20:00
  - 星期日及公眾假期：09:00-17:00
- 學生自修室服務時間（3月至5月）：
  - 期間每星期開放7天，每日採用3班制如下
  - 上午：08:00-12:30
  - 下午：12:45-17:15
  - 晚上：17:30-22:00（逢星期一至五），17:30-21:30（星期六、日及公眾假期）

## 外部連結
- GovHK 香港政府一站通：地區

22°19′02″N 114°11′17″E / 22.3172041°N 114.1880763°E